# Piet de Jong
Petrus Josef Sietse de Jong (Apeldoorn, 3 de abril de 1915 - 27 de julio de 2016), más conocido como Piet de Jong, fue un político neerlandés que fue primer ministro de los Países Bajos entre el 1967 y el 1971.
Oficial de la marina neerlandesa, viajó al Reino Unido el 13 de mayo de 1940 a bordo del submarino O-24 y, durante la Segunda Guerra Mundial, sirvió como comandante de aquella embarcación. En abril de 1946 volvió a los Países Bajos. Allí trabajó junto al almirantado el 1947 y el 1948 trabajó en el ministerio de la marina.
Entre el 25 de junio de 1959 y el 24 de julio de 1963 fue Secretario de Estado de la Defensa, durante el gobierno de Jan de Quay. Entre el 1967 y el 1971 fue primer ministro de los Países Bajos.
Murió a los 101 años de edad, siendo uno de los más longevos exjefes de estado o de gobierno.